# Coupe d'Europe de baseball 2011
Navigation
2010 2012
La Coupe d'Europe de baseball 2011 est la 48e édition de cette compétition sous l'égide de la Confédération européenne de baseball.
Elle rassemble les douze meilleurs clubs européens (champions nationaux et/ou vainqueurs de coupes nationales) et se déroule en deux temps: une phase de poule et une finale à quatre (Final 4). La phase de poule se joue du 1er au 5 juin à Amsterdam (Pays-Bas) et à Parme (Italie) tandis que la finale à 4 se joue les 24 et 25 septembre à Brno (République tchèque).
T&A San Marino remporte le titre avec une victoire 7-1 en finale sur Parme.

## Déroulement
Depuis 2009, l'épreuve se tient en deux phases : une phase qualificative impliquant douze clubs, puis une finale à quatre. Chaque pays suivant envoie deux équipes: Italie, Pays-Bas, Espagne. La Belgique, la République tchèque, Saint-Marin, la France, la Russie et l'Allemagne n'en envoient qu'une seule. Ce sont les champions nationaux (et parfois les vainqueurs de coupes nationales). 
Les deux premières équipes de chaque poule sont qualifiées pour la finale à quatre. Le vainqueur est déclaré Champion d'Europe.
Les derniers des poules de la phase qualificative sont quant à eux reversés l'année suivante dans la Coupe d'Europe de baseball de la CEB tandis que les quatre vainqueurs des poules de l'European Cup Qualifier se rencontrent entre eux pour gagner deux places pour la Coupe d'Europe de baseball qui se déroule l'année suivante.

## Les clubs de l'édition 2011
Ils sont 12 et répartis dans deux poules. La Poule A se joue à Parme en Italie et la Poule B à Amsterdam aux Pays-Bas.
| Poule A - Parme  | Poule A - Parme |
| ---------------- | --------------- |
| Tenerife Marlins | Tenerife        |
| T&A San Marino   | Saint-Marin     |
| Huskies de Rouen | Rouen           |
| DOOR Neptunus    | Rotterdam       |
| Caprica Parma    | Parme           |
| AVG Draci Brno   | Brno            |

| Poule B - Amsterdam   | Poule B - Amsterdam |
| --------------------- | ------------------- |
| L&D Amsterdam         | Amsterdam           |
| Hoboken Pioneers      | Hoboken             |
| CB Sant Boi           | Sant Boi            |
| Tornado Balashikha    | Balashikha          |
| Heidenheim Heideköpfe | Heidenheim          |
| Fortitudo Bologne     | Bologne             |

## Phase qualificative

### Poule A (Parme)

#### Rencontres
| Date     | Heure | Recevant   | Visiteur   | Score  |
| -------- | ----- | ---------- | ---------- | ------ |
| 1er juin | 13.30 | Rotterdam  | San Marino | 7 - 3  |
| 1er juin | 16.00 | Rouen      | Brno       | 2 - 10 |
| 1er juin | 20.30 | Parme      | Tenerife   | 7 - 2  |
| 2 juin   | 13.00 | Brno       | Rotterdam  | 4 - 3  |
| 2 juin   | 16.00 | Tenerife   | Rouen      | 0 - 1  |
| 2 juin   | 20.00 | San Marino | Parme      | 10 - 0 |
| 3 juin   | 13.30 | Tenerife   | Rotterdam  | 2 - 6  |
| 3 juin   | 16.00 | San Marino | Brno       | 6 - 1  |
| 3 juin   | 20.30 | Rouen      | Parme      | 4 - 5  |
| 4 juin   | 13.00 | Tenerife   | San Marino | 1 - 12 |
| 4 juin   | 16.00 | Rouen      | Rotterdam  | 0 - 3  |
| 4 juin   | 20.30 | Parme      | Brno       | 8 - 2  |
| 5 juin   | 13.00 | San Marino | Rouen      | 4 - 1  |
| 5 juin   | 16.00 | Brno       | Tenerife   | Annulé |
| 5 juin   | 20.00 | Rotterdam  | Parme      | 1 - 7  |

#### Classement
| Pl. | Équipe     | J | V | D | %    |
| --- | ---------- | - | - | - | ---- |
| 1   | San Marino | 5 | 4 | 1 | .800 |
| 2   | Parme      | 5 | 4 | 1 | .800 |
| 3   | Rotterdam  | 5 | 3 | 2 | .600 |
| 4   | Brno       | 4 | 2 | 2 | .500 |
| 5   | Rouen      | 5 | 1 | 4 | .200 |
| 6   | Tenerife   | 4 | 0 | 4 | .000 |

### Poule B (Amsterdam)

#### Rencontres
| Date     | Heure | Recevant   | Visiteur   | Score  |
| -------- | ----- | ---------- | ---------- | ------ |
| 1er juin | 11.00 | Balashikha | Hoboken    | 3 - 8  |
| 1er juin | 15.00 | Sant Boi   | Bologne    | 3 - 16 |
| 1er juin | 19.30 | Heidenheim | Amsterdam  | 4 - 7  |
| 2 juin   | 11.00 | Bologne    | Balashikha | 10 - 2 |
| 2 juin   | 15.00 | Hoboken    | Heidenheim | 8 - 7  |
| 2 juin   | 19.30 | Amsterdam  | Sant Boi   | 9 - 2  |
| 3 juin   | 11.00 | Sant Boi   | Heidenheim | 2 - 6  |
| 3 juin   | 15.00 | Hoboken    | Bologne    | 4 - 8  |
| 3 juin   | 19.30 | Amsterdam  | Balashikha | 7 - 1  |
| 4 juin   | 11.00 | Heidenheim | Bologne    | 7 - 6  |
| 4 juin   | 15.00 | Sant Boi   | Balashikha | 11 -1  |
| 4 juin   | 19.30 | Amsterdam  | Hoboken    | 13 - 0 |
| 5 juin   | 11.00 | Hoboken    | Sant Boi   | 2 - 11 |
| 5 juin   | 12.00 | Balashikha | Heidenheim | 4 -12  |
| 5 juin   | 14.30 | Bologne    | Amsterdam  | 6 - 5  |

#### Classement
| Pl. | Équipe     | J | V | D | %    |
| --- | ---------- | - | - | - | ---- |
| 1   | Bologne    | 5 | 4 | 1 | 0800 |
| 2   | Amsterdam  | 5 | 4 | 1 | .800 |
| 3   | Heidenheim | 5 | 3 | 2 | .600 |
| 4   | Hoboken    | 5 | 2 | 3 | .400 |
| 5   | Sant Boi   | 5 | 2 | 3 | .400 |
| 6   | Balashikha | 5 | 0 | 5 | .000 |

## Finale à 4 (Barcelone)
|  | Demi-finales             | Demi-finales             |                        |   | Finale                   | Finale                   |
|  | Demi-finales             | Demi-finales             |                        |   | Finale                   | Finale                   |
|  |                          |                          |                        |   |                          |                          |
|  | 24 septembre 2011 à Brno | 24 septembre 2011 à Brno |                        |   | 25 septembre 2011 à Brno | 25 septembre 2011 à Brno |
|  | 24 septembre 2011 à Brno | 24 septembre 2011 à Brno |                        |   | 25 septembre 2011 à Brno | 25 septembre 2011 à Brno |
|  | L&D Amsterdam            | 0                        |                        |   | 25 septembre 2011 à Brno | 25 septembre 2011 à Brno |
|  | L&D Amsterdam            | 0                        |                        |   | 25 septembre 2011 à Brno | 25 septembre 2011 à Brno |
|  | T&A San Marino           | 1                        |                        |   | 25 septembre 2011 à Brno | 25 septembre 2011 à Brno |
|  | T&A San Marino           | 1                        | T&A San Marino         | 7 |                          |                          |
|  | 24 septembre 2011 à Brno |                          | T&A San Marino         | 7 |                          |                          |
|  |                          | ASD Parma                | 1                      |   |                          |                          |
|  | ASD Parma                | ASD Parma                | 1                      | 3 |                          |                          |
|  | ASD Parma                |                          |                        | 3 |                          |                          |
|  | Fortitudo Bologne        | 2                        |                        |   |                          |                          |
|  | Fortitudo Bologne        | 2                        | Match pour la 3e place |   |                          |                          |
|  |                          |                          |                        |   |                          |                          |
|  | 25 septembre 2011 à Brno |                          |                        |   |                          |                          |
|  |                          |                          |                        |   |                          |                          |
|  | L&D Amsterdam            | 9                        |                        |   |                          |                          |
|  | L&D Amsterdam            | 9                        |                        |   |                          |                          |
|  | Fortitudo Bologne        | 10                       |                        |   |                          |                          |
|  | Fortitudo Bologne        | 10                       |                        |   |                          |                          |

## Classement final
| Rang | Equipe            |
| ---- | ----------------- |
|      | T&A San Marino    |
|      | ASD Parma         |
|      | Fortitudo Bologne |
| 4    | L&D Amsterdam     |